# Miguel Esteban
Miguel Esteban es un municipio y localidad española de la provincia de Toledo, en la comunidad autónoma de Castilla-La Mancha. El término municipal tiene una población de 4733 habitantes (INE 2024).

## Toponimia
El término de Miguel Esteban tiene un claro origen antroponómico, aunque no resulta sencillo determinar quién fue la personalidad que dio su nombre a la localidad. Algunos estudios apuntan a que podría derivarse del nombre de un caballero santiaguista que, tras la reconquista llevara a cabo la repoblación. Otros señalan que podría pertenecer a Miguel Estébanez, canónigo, arcediano de Calatrava y deán durante la primera mitad del siglo XIII, hijo de Esteban Illán, alcalde de Toledo.
Respecto a su etimología, Miguel es un nombre de origen hebreo con el significadoinicial de '¿Quién (es) como Dios?', mientras que Esteban se deriva del griego στεφανóς, 'coronado de laurel, victorioso', que pasaría al latín cambiando el acento como STEPHANVS y de este al castellano.

## Geografía
El municipio se encuentra situado «en una llanura algo elevada en relación á sus inmediaciones». Pertenece a la comarca de La Mancha y linda con los términos municipales de Campo de Criptana al sur en la provincia de Ciudad Real y La Puebla de Almoradiel al norte y noroeste, Quintanar de la Orden al norte, El Toboso al este y Quero al oeste en la de Toledo.
Por el norte del término discurre el arroyo de la Blanca y al noroeste, cerca del término con La Puebla se encuentra la laguna Mermejuela.

## Naturaleza

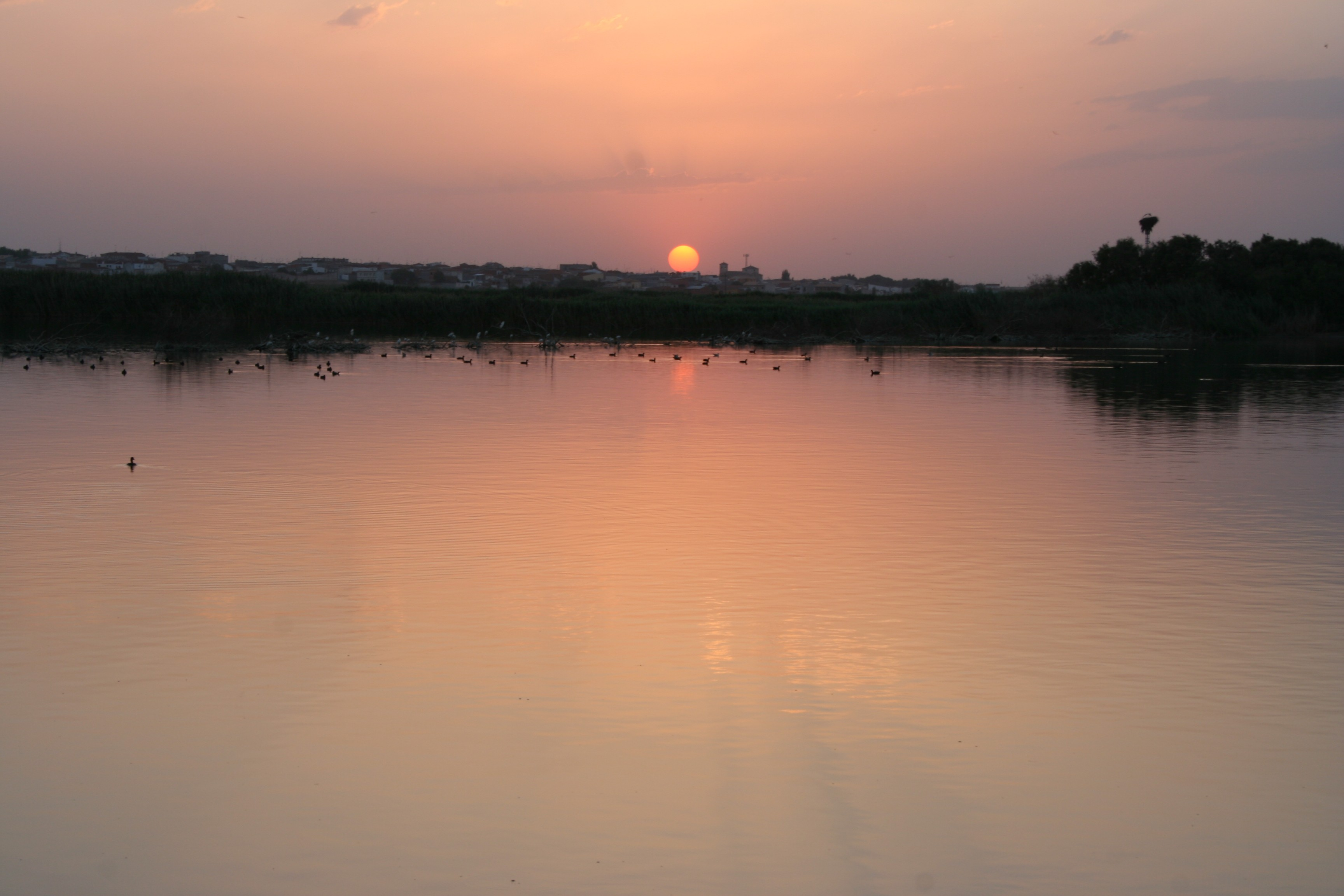
Laguna de Miguel Esteban

Los Charcones: en sus orígenes se trataba de una laguna natural endorreica, esto es, sin salida de agua a través de ningún arroyo o río, donde llegaba el agua por escorrentía. El llenado de estas lagunas era estacional, encontrándose a rebosar en las estaciones lluviosas y secándose durante la época estival. La zona fue declarada Refugio de Caza por iniciativa de la Sociedad Española de Ornitología en junio de 1993,[cita requerida] mediante el Convenio de Colaboración con el Ayuntamiento de Miguel Esteban y en 1996 se declaró como Refugio de Fauna el Humedal de los Charcones, quedando encomendada la administración a la Delegación de Medio Ambiente de la Consejería. 
En la reserva ornitológica se pueden observar ejemplares de malvasía, porrones, cuchara común, cigüeñuela o de chorlitejo común entre otros, junto a otras especies de vegetación acuosa como el carrizo o anea, que confiere a esta laguna un valor ecológico y medioambiental de gran relevancia. 
Es en 1995 cuando la Junta, dentro del Plan de recuperación de la Malvasía, aplica acciones de conservación en Los Charcones. Más tarde, el Ayuntamiento de Miguel Esteban tomó la decisión de construir un sistema de depuración de las aguas residuales del pueblo en esta zona, aprovechando las características del terreno y buscando la manera de asegurar el agua en estos parajes durante todo el año, instaurándose un sistema de depuración por lagunaje. 
Al poco tiempo de instalar este sistema y tomar las medidas oportunas comenzaron a verse especies animales, principalmente aves, de gran interés, como la malvasía cariblanca. Esto llevó al ayuntamiento, con la ayuda de Sociedad Española de Ornitología, a plantearse la mejora de las condiciones de la laguna para facilitar el asentamiento de la fauna. Se dotó a la zona con parapetos y observatorios, carteles informativos y un aula de la naturaleza totalmente equipada para realizar actividades de educación ambiental. Esto ha posibilitado que centenares de estudiantes de Castilla-La Mancha conozcan el valor medioambiental de la zona.
En 1997 el Ayuntamiento de Miguel Esteban recibió el Premio Nacional de Medio Ambiente por la recuperación de este humedal.[cita requerida] Los humedales son uno de los ecosistemas con mayor cantidad y variedad de aves.
Parque de la Vega: se trata de un paraje que ha cambiado su fisonomía a través de la repoblación con una especie autóctona de la zona como es el Taray para compaginar un uso recreativo con su valor estético y medioambiental. 
Pradera de San Isidro: es un paraje natural frente a la Reserva Ornitológica de “Los Charcones” desde donde se puede contemplar la típica llanura manchega que conforman los terrenos migueletes. 

## Historia
Existen vestigios romanos, fundamentalmente monedas, que indican la posibilidad que ya existiera la población en esa época. Algunas fuentes la señalan como la antigua Alcés, población celtíbera situada en la vía que unía Lusitania con Caesaraugusta, aunque otras la relacionan con Alcázar de San Juan.
Se cita a Miguel Esteban con el título de Villa en 1224[cita requerida], año en el que aparece en un documento sobre el pleito de la Orden de Santiago con la de San Juan por cuestión de lindes[cita requerida]. En 1243 aparece citado «Miguel Esteuan» en un documento de Fernando III referente a un litigio del concejo de Alcaraz con la Orden de Santiago. Perteneció al Priorato de Uclés y a la jurisdicción de Quintanar de la Orden.
A mediados del siglo XIX tenía 400 casas y el presupuesto municipal ascendía a 16 703 reales de los cuales 2200 eran para pagar al secretario. En algunas ediciones del Quijote se dice que pudo ser el sitio donde Cervantes hizo nacer a Alonso Quijano, pero el hecho de que la llame «lugar» implica que debía ser de categoría superior a una simple aldea, que es lo que era entonces en la terminología de la época.
Hacia 1475 nació en Miguel Esteban Juan de Acuña,(+1578) Obispo de Aquila en el antiguo reino de Nápoles, Italia.

## Demografía
Cuenta con una población de 4733 habitantes (INE 2024).
| Gráfica de evolución demográfica de Miguel Esteban entre 1842 y 2021                                                  |
| |
| Población de derecho según los censos de población del INE. Población de hecho según los censos de población del INE. |

## Política y administración

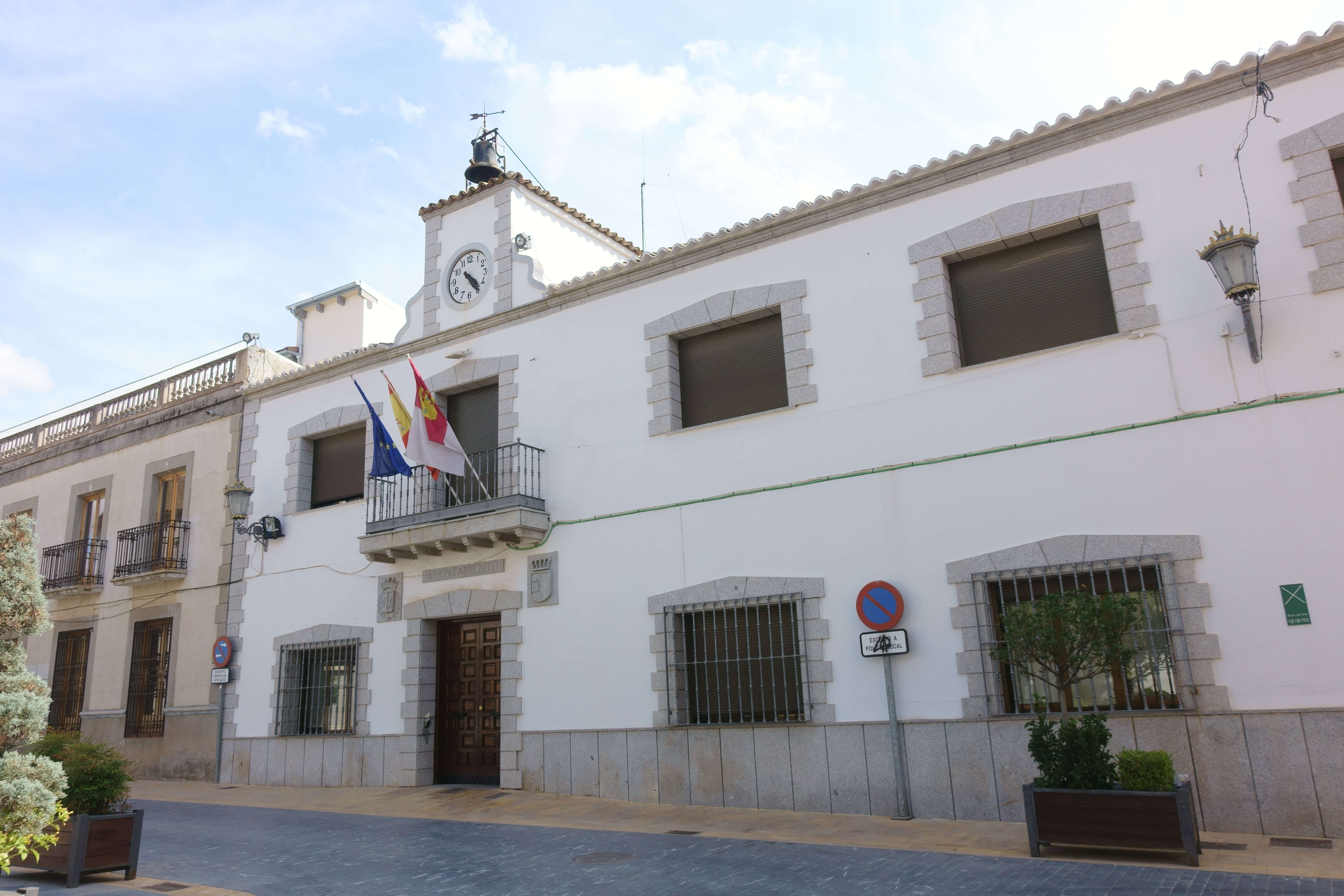
Casa consistorial

Desde el restablecimiento de la Democracia, Miguel Esteban ha tenido 3 primeros ediles. Entre 1979 y 1983 gobernó la Unión de Centro Democrático, con Cirilo Panduro Torres al frente del Ayuntamiento. Entre 1983 y 2003, fue alcalde Marcelino Casas Muñoz, primero por las listas del Partido Demócrata Liberal (1983-1987) y, posteriormente, por Alianza Popular (1987-1991) y el Partido Popular (1991-2003). En las elecciones municipales de 2003, volvió a ganar el PP, pero con Pedro Casas Jiménez de candidato, cargo que revalidó en los comicios de 2007, 2011, 2015 y 2019, consiguiendo en todos y cada uno de los comicios mayoría absoluta.

### Alcaldes (1979-actualidad)
| Período         | Alcalde                | Partido |  |
| --------------- | ---------------------- | ------- |  |
| 1979-1983       | Cirilo Panduro Torres  | UCD     |  |
| 1983-1987       | Marcelino Casas Muñoz  | PDL     |  |
| 1987-1991       | Marcelino Casas Muñoz  | AP/PP   |  |
| 1991-1995       | Marcelino Casas Muñoz  | PP      |  |
| 1995-1999       | Marcelino Casas Muñoz  | PP      |  |
| 1999-2003       | Marcelino Casas Muñoz  | PP      |  |
| 2003-2007       | Pedro Casas Jiménez    | PP      |  |
| 2007-2011       | Pedro Casas Jiménez    | PP      |  |
| 2011-2015       | Pedro Casas Jiménez    | PP      |  |
| 2015-2019       | Pedro Casas Jiménez    | PP      |  |
| 2019-2023       | Pedro Casas Jiménez    | PP      |  |
| 2023-actualidad | Marcelino Casas Torres |         |  |

### Resultados electorales desde 1979

Corporación municipal del Ayuntamiento de Miguel Esteban (2019-2023)

| Elecciones municipales en Miguel Esteban desde 1979 |      |      |      |      |      |      |      |      |      |      |      |      |
| Partido                                             | 1979 | 1983 | 1987 | 1991 | 1995 | 1999 | 2003 | 2007 | 2011 | 2015 | 2019 | 2023 |
| AP/PP                                               |      | 2    | 5    | 6    | 6    | 6    | 6    | 9    | 8    | 8    | 7    | 6    |
| PSOE                                                | 1    | 4    | 3    | 4    | 3    | 4    | 5    | 4    | 4    | 4    | 4    | 5    |
| PCE/IU                                              | 1    |      | 1    |      | 1    | 1    |      |      | 1    | 1    |      |      |
| PDL                                                 |      | 5    |      |      |      |      |      |      |      |      |      |      |
| CDS/UC                                              |      |      | 2    | 1    | 1    |      |      |      |      |      |      |      |
| UCD                                                 | 6    |      |      |      |      |      |      |      |      |      |      |      |
| CPI                                                 | 2    |      |      |      |      |      |      |      |      |      |      |      |
| Indep.                                              | 1    |      |      |      |      |      |      |      |      |      |      |      |
| Total                                               | 11   | 11   | 11   | 11   | 11   | 11   | 11   | 13   | 13   | 13   | 11   | 11   |

| Partido | Concejales |
| ------- | ---------- |
| PP      | 7          |
| PSOE    | 4          |

## Patrimonio

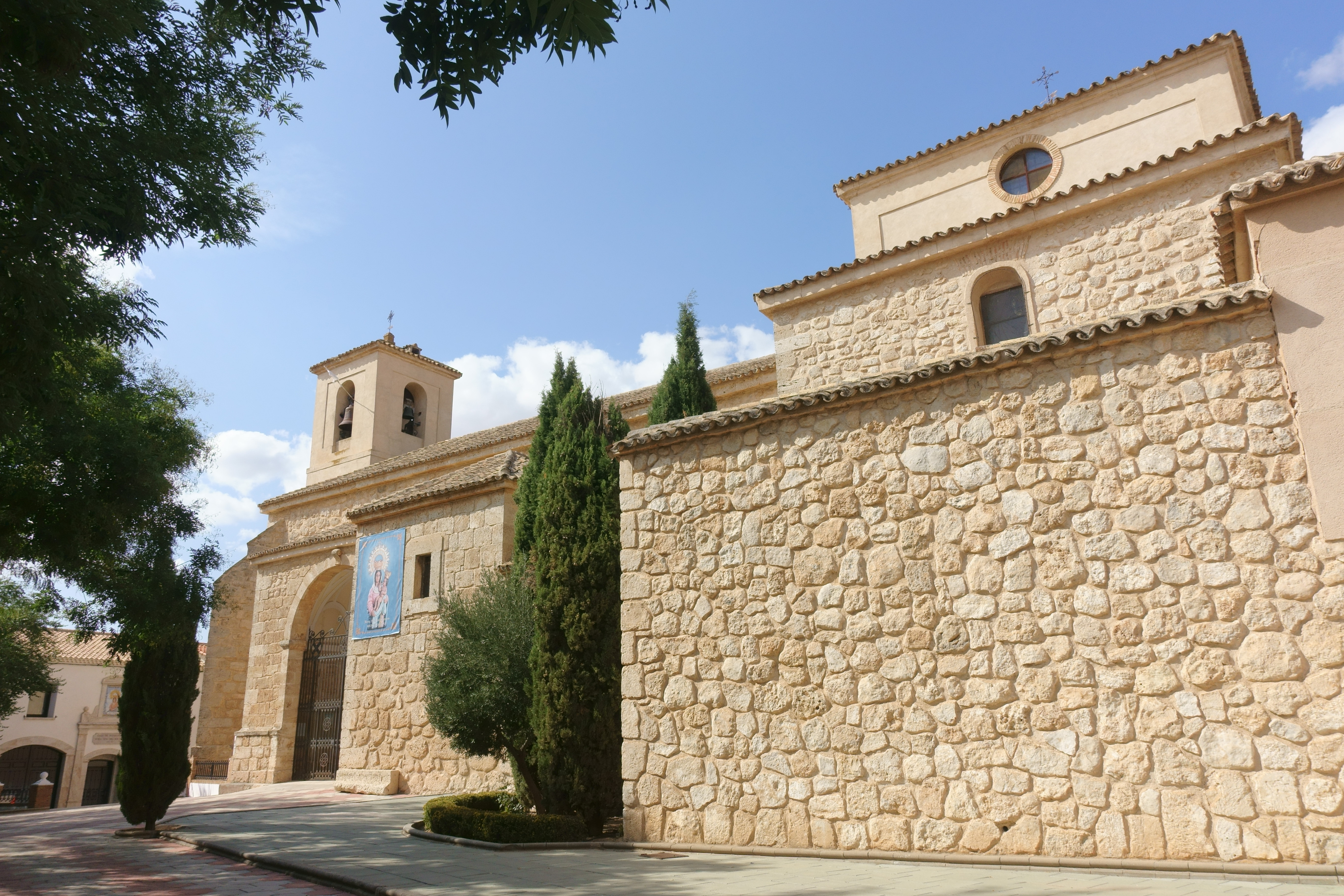
Iglesia de San Andrés Apóstol
La iglesia parroquial de San Andrés Apóstol es el principal monumento de la localidad. Aunque su existencia está documentada el siglo XV, la actual edificación data del siglo XVII, añadiéndose el crucero o cabecera en el siglo XVIII. Presenta una nave central con bóveda de cañón y planta de cruz latina  en la cabecera. Tiene capillas laterales adosadas de posterior añadido. Perteneció a la jurisdicción eclesiástica de la Orden Militar de Santiago, cuyo priorato radicaba en Uclés. Hasta que a mediados del siglo XIX, en que fue suprimido el priorato de Santiago de Uclés, pasó a la Diócesis de Cuenca, y posteriormente pasará a la Archidiócesis de Toledo en 1955. 
La nave central tiene 247 m, los brazos del crucero miden 105 m  y las naves-capillas laterales 90 m cada una. En los años veinte se abrió otra capilla, al final del lado Norte y en la posguerra se abrieron como capillas laterales la zona donde estuvo la primitiva sacristía. El ábside y el crucero, como ya se ha dicho, son posteriores a la estructura primitiva, prolongada hacia el este en el siglo XVIII. 
El cimborrio o cúpula central sobresale del resto de edificaciones adosadas en la cabecera y se realiza con muros de ladrillo revocados. El acceso principal situado en el lado sur con arco de medio punto aparece la inscripción "1695" en la dovela centran decorada con una hoja de acanto. Igualmente en el alero de la capilla contigua a esta entrada aparece la fecha de "1633". En el interior destacan dos grandes cruces de Santiago son sus veneras, en el ábside y en soto-coro.
Iglesia de Ntra. Sra. del Socorro
Edificada en 1990 en un terreno cedido por las religiosas Cooperadoras de Betania. El acto de colocación de la primera piedra tuvo lugar la tarde del 2 de septiembre de 1990.
Se consagró el 20 de junio de 1993,[cita requerida] la consagración del nuevo templo fue presidida por el Cardenal Marcelo González Martín, Arzobispo de Toledo al que acompañan los dos sacerdotes de la parroquia: Alfonso-Tomás Carpintero Gil, párroco y Vicente del Cura, vicario parroquial, sacerdotes naturales de Miguel Esteban, Tomás Lara, Luis Lucendo, Marcelino Casas. Jesús Tesorero, antiguo párroco, y otros sacerdotes del arciprestazgo. Así como la junta directiva de las hermandades autoridades municipales y el autor del proyecto, Manuel Santolaya.
Ermita de San Isidro
Situada en un cerro, goza de unas vistas del paraje y las lagunas que forman la reserva ornitológica Los Charcones. Posee planta rectangular cubierta a dos aguas. En la cabecera tres arcos de medio punto sobre pilastras, el central de dimensiones mayores que los laterales, todo en ladrillo sobre muro enlucido y pintado en blanco. 
Al exterior un pórtico formado por arcos de medio punto recorre la ermita a los pies y en los laterales.
Otros lugares
Calle Santa Ana: es una de las vías más antiguas del municipio, que lo divide longitudinalmente, comunicando la iglesia parroquial con el parque municipal Ntra. Sra. del Socorro. Su nombre se debe a que al final de la calle se encontraba la ermita de Santa Ana,(hoy desaparecida) documentada su existencia en el siglo XVII, así mismo en ese entorno se encontraba el Calvario, compuesto por tres cruces sobre una meseta, que era el final del viacrucis que recorría el pueblo, incluso popularmente aún se denomina a esa zona como "El Calvario";  en 2018 se ha colocado un monolito en el lugar para así evocarlo. Popularmente se  conoce también a esta calle como "Calle Real", ya que en la antigüedad, se denominaba así a muchas calles públicas y caminos principales de las poblaciones. Por esta vía discurren la mayor parte de las fiestas de la localidad, procesiones, desfiles y pasacalles, de ahí su valor patrimonial.

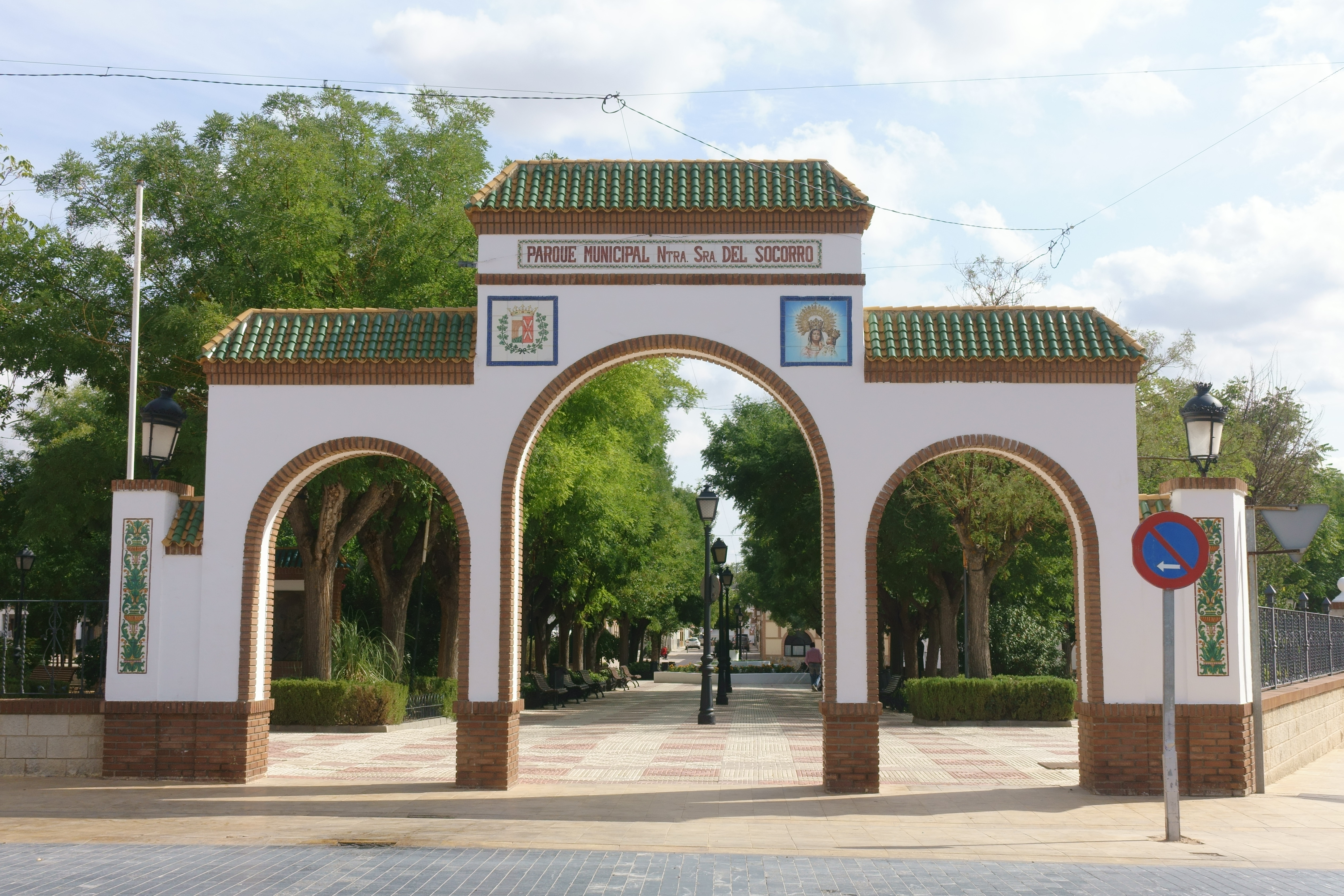
Entrada al parque Nuestra Señora del Socorro

Parque Ntra. Sra. del Socorro: situado al final de la calle Real, fue la primera zona ajardinada del municipio convirtiéndose en  centro neurálgico de la población. Es de gran extensión y dispone de una magnífica arboleda. Su entrada está presidida por el monumento a la Mujer Vendimiadora, obra del escultor toledano Martín de Vidales, representa el gran esfuerzo y la aportación de la mujer en el trabajo agrícola de la localidad. dentro del mismo podemos encontrar una fuente construida en el año 2000, denominada Fuente de la Reinas en honor a la celebración de la elección de reina de las fiestas y de la Reina de la Mancha cuyo certamen tiene lugar cada año en este parque.
Parque de la Noria: situado entre las calles General Sanjurjo, Finisterre y Carretera de Alcázar de San Juan, cuenta con una arboleda, parque infantil y lo más significativo es que alberga a modo de monumento, una antigua Noria, en recuerdo al tradicional sistema de riego y a la destacada labor agrícola del municipio. 
Parque del Molino: situado en el cruce de las carreteras de Alcázar de San Juan, El Toboso, Quintanar de la Orden y Puebla de Almoradiel, constituye la entrada principal al pueblo. Este emblemático lugar evoca las raíces manchegas del municipio representado por la figura del Quijote y un molino de viento. En esta zona estuvo situada la antigua ermita de San Sebastián, en cuyos aledaños se encontraba el antiguo cementerio parroquial. 
Plaza de los Mártires: en pleno corazón del municipio miguelete, donde se ubica el Ayuntamiento. La plaza debe su nombre en memoria de unos cuantos vecinos ejecutados en este mismo lugar en los primeros días de la guerra civil española de 1936.

## Fiestas
- Carnaval: Fiesta de la jota pujada (Jueves lardero anterior al domingo)
- 15 de mayo: romería en honor a San Isidro en la misma pradera que lleva su nombre.
- Certamen Reina de la Mancha: se celebra el primer sábado del mes de septiembre, previo a las ferias y fiestas, donde se valora la belleza de las Reinas de las ferias y fiestas de las distintas localidades manchegas participantes.
- Del 7 al 10 de septiembre: Ntra. S.ª del Socorro.
- 30 de noviembre: San Andrés Apóstol, patrón del municipio y titular de la parroquia de Miguel Esteban

## Ciudades hermanadas
- Marolles-en-Brie (Francia)